# Synagoga v Kořeni
Synagoga v Kořeni, založená asi v první třetině 19. století, stojí jako poslední budova ve vsi Kořen nalevo při silnici na vesnici Stan jako č.p. 8.
Kromě bohoslužebných účelů v ní byl také byt rabína a učitele a pekárna macesů. Na konci 19. století byla adaptována na obytný dům - z původních stavebních prvků se dochovaly zbytky slunečních hodin ve štítu a původní tvar oken na západní zdi, z nichž některá již byla zazděna.
Ve vsi se též nachází židovský hřbitov.